# مركز المعلومات الإقليمي للعلوم والتكنولوجيا
مركز المعلومات الإقليمي للعلوم والتكنولوجيا (RICeST) (بالفارسية: مرکز منطقه ای اطلاع رسانی علوم و فناوری) هي منظمة حكومية إيرانية تأسست للترويج لإنتاج وتوزيع المعلومات العلمية في إيران والدول الإسلامية، وتوفر معلومات مرجعية ودراسات ومعلومات ببليوغرافية والخدمات ذات الصلة. كما تتعهد بمقاييس علمية بناءً على قواعد بياناتها للمنتجات العلمية في إيران والدول الإسلامية.

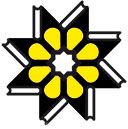
شعار RICeST

تأسست كمكتبة إقليمية للعلوم والتكنولوجيا (RLST) في عام 1991 بالاتفاق بين وزارة الثقافة والتعليم العالي الإيرانية وأكاديمية العالم الثالث للعلوم، مع جعفر ميهراد كمدير. وهي حاليا تابعة لوزارة العلوم والبحوث والتكنولوجيا. تُعرف أيضًا باسم مكتبة شيراز الإقليمية للعلوم والتكنولوجيا (SRLST) قبل إنشاء الإنترنت في إيران، حقق المركز أهدافه من خلال إنشاء خدمة لوحة النشرات للسماح بالوصول الإلكتروني إلى مصادر المعلومات التي تقوم بجمعها.

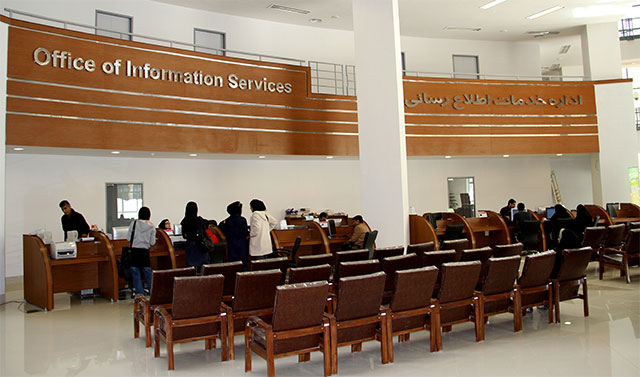
مكتب خدمات المعلومات

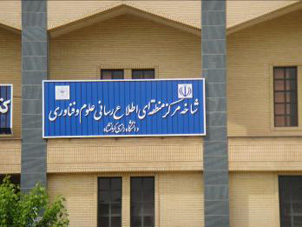
الفروع

## روابط خارجية
- الموقع الرسمي
- RICeST ، Libdex